# Micro Instrumentation and Telemetry Systems

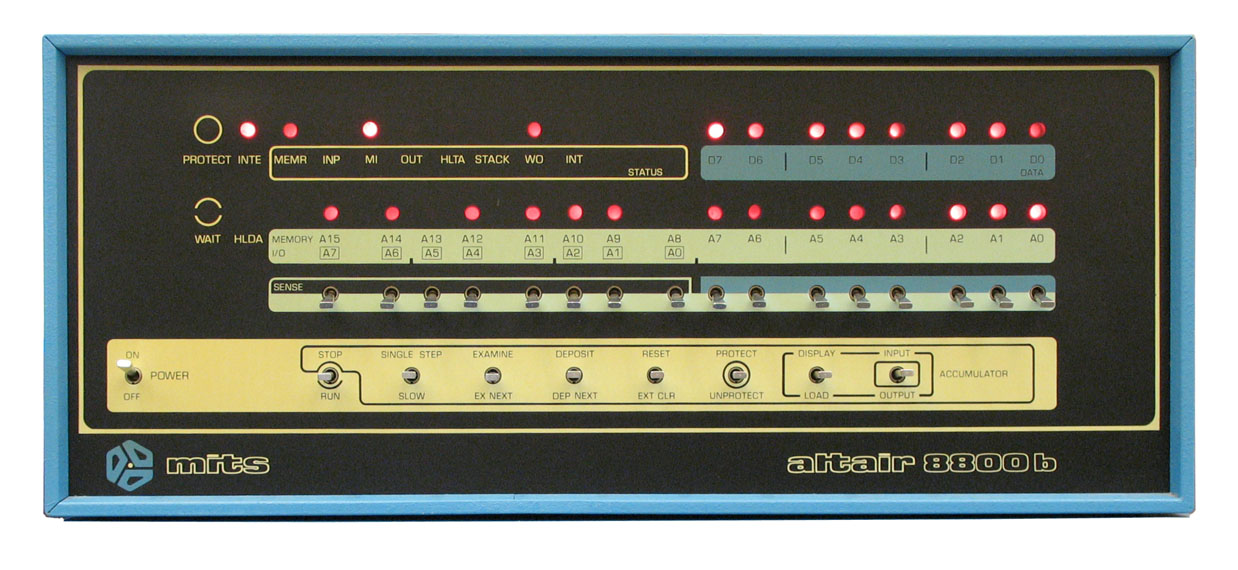
Painel frontal do MITS Altair 8800

A Micro Instrumentation and Telemetry Systems (MITS) foi uma empresa estadunidense de tecnologia fundada em Albuquerque, Novo México, em 1969, por Forrest Mims e Ed Roberts. O primeiro produto foi uma lâmpada de sinalização transistorizada para o lançamento noturno de modelos de foguetes. O dispositivo apareceu na edição de setembro de 1969 da revista Model Rocketry. Outros kits para o mercado de hobistas em modelagem de foguetes seguiram-se. Os pacotes de componentes eletrônicos eram vendidos como kits para montagem pelos hobistas, o que levou à produção de outros kits. Havia geradores de áudio, amplificadores, fontes de energia, rádio-controles para veículos de controle remoto e instrumentos eletrônicos de teste para hobistas. Os kits de calculadoras tornaram-se populares quando informações sobre o kit 816 Calculator foram publicadas na Popular Electronics em novembro de 1971.
Os kits de calculadora continuaram populares entre os hobistas até 1972 quando a Texas Instruments começou a dominar o mercado de calculadoras de baixo custo. Hoje em dia, a MITS é lembrada principalmente pela criação do Altair 8800, e é comumente creditada como tendo iniciado a indústria dos computadores domésticos.